# Stenjak
Stenjak (szerbül: Стењак), település Bosznia-Hercegovinában, a Szerb Köztársaságban, Teslić községben.

## Fekvése
A település Bosznia-Hercegovina középső részének északi szélén, Dobojtól légvonalban 22, közúton 25 km-re délnyugatra, községközpontjától légvonalban és közúton 1 km-re északra, a Velika Usora jobb partján, 220-400 méteres magasságban található. A település a Mala Usora és a Velika Usora folyók találkozásánál fekszik, az Usora délről és nyugatról határolja. Keletről a Hrast-patak, északról pedig a Vrela településsel határos dombok és erdők öve határolja.

## Népessége
| Nemzetiségi csoport | Népesség 1991 | Népesség 2013 |
| ------------------- | ------------- | ------------- |
| Szerb               | 155           | 214           |
| Bosnyák             | 1451          | 840           |
| Horvát              | 18            | 22            |
| Jugoszláv           | 109           | 2             |
| Egyéb               | 7             | 15            |
| Összesen            | 1740          | 1093          |

## Története
Stenjakot, amely az Usorai náhijéhez tartozott, az 1604-es boszniai szandzsáki összeírásban említik először, de már az 1531-es vakufnamában és az 1533-as adománylevélben (temliknamában) is említik a Teslić tágabb területén fekvő Gázi Huszrev-bég vakufot, amely szintén ezen a területen volt.
A település 1878-ig tartozott az Oszmán Birodalomhoz, ekkor a berlini kongresszus határozata alapján az Osztrák-Magyar Monarchia része lett. 1879-ben az első osztrák-magyar népszámlálás során a Tešanji járáshoz és Ranković községhez tartozó településnek 30 háztartása és 222 muszlim lakosa volt. 1910-ben a Tešanji járáshoz tartozó településen 175 háztartást, 608 római katolikus, 134 ortodox, 305 muszlim, 25 görög katolikus, 35 izraelita és 96 evangélikus lakost találtak. A monarchia szétesésével 1918-ban előbb a Szerb-Horvát-Szlovén Királyság, majd 1929-től a Jugoszláv Királyság része lett. 1921-ben a Tešanji járáshoz tartozó községnek 1394 lakosa volt, melyből 685 római katolikus, 220 ortodox, 345 muszlim, 102 evangélikus, 23 izraelita és 17 görög katolikus volt. Az 1929-es törvény értelmében, amikor Bosznia-Hercegovinát négy banovinára, Drinskára, Vrbaskára, Zetskára és Primorskára osztották, a település a Vrbaska banovina része lett, amelynek székhelye Banja Luka volt. 
Jugoszlávia megszállása után a Független Horvát Állam (NDH) része lett. A második világháború után 1992-ig a település a szocialista Jugoszlávia keretében a Bosznia-Hercegovinai Népköztársaság része volt. A daytoni egyezmény aláírása után a település Teslić község részeként a Szerb Köztársaság területéhez került. 

## Infrastruktúra
Stenjak egy sűrűn lakott, városszerű település, amely szorosan kapcsolódik Teslić városához, így számos városi intézmény található közvetlenül Stenjak környékén. Néhány ezek közül a teslići autóbusz-pályaudvar, az Auto-moto vállalat, a teslići Vöröskereszt központja és a teslići iszlám közösség majlisza. Rajtuk kívül található még egy ötéves általános iskola Stenjak környékén, a Teslićben található "Vuk Karadžić" Általános Iskola regionális részlege, két benzinkút, számos kereskedelmi, kézműves és vendéglátóipari üzlet, valamint a város egyetlen mecsetje.

## Oktatás
A településen a teslići „Vuk Karadžić” Általános Iskola területi iskolája működik.

## Nevezetességei
Stenjakban 1924-ben kaptak jóváhagyást mecset építésére, mely már a következő évben fel is épült, és amelyet 1925. december 4-én nyitottak meg ünnepélyesen. A boszniai háború idején Teslić községben a stenjaki volt az első mecset, melyet a szerb erők leromboltak. A mecsetet 1992. június 5-én robbantással rombolták le, majd ezt követően rombolták le sorra a többi teslići mecsetet. A mecset újjáépítése 2002-ben kezdődött, és ünnepélyesen 2010. július 25-én nyitották meg.

## Fordítás
- Ez a szócikk részben vagy egészben  a(z)   Стењак című szerb Wikipédia-szócikk ezen változatának fordításán alapul.  Az eredeti cikk szerkesztőit annak laptörténete sorolja fel. Ez a jelzés csupán a megfogalmazás eredetét és a szerzői jogokat jelzi, nem szolgál a cikkben szereplő információk forrásmegjelöléseként.